# Slightly Stoopid
Slightly Stoopid és un grup estatunidenc originari del barri d'Ocean Beach de San Diego, que fa una música que fusiona folk, rock, reggae, blues, rap, funk, metal i punk. El 2009, la banda es va unir al raper Snoop Dogg per a la gira Blazed & Confused Tour per Amèrica del Nord.
El seu vuitè treball, Everyday Life, Everyday People, publicat el 2018, va encapçalar la llista Billboard Reggae Albums. L'àlbum compta amb convidats especials com Alborosie, Ali Campbell d'UB40, Chali 2na, Don Carlos, G.Love i Yellowman.

## Discografia
Àlbums d'estudi
- 1996: Slightly Stoopid
- 1998: The Longest Barrel Ride
- 2003: Everything You Need
- 2005: Closer to the Sun
- 2007: Chronchitis
- 2008: Slightly Not Stoned Enough to Eat Breakfast Yet Stoopid (EP)
- 2012: Top of the World
- 2015: Meanwhile... Back at the Lab
- 2018: Everyday Life, Everyday People

Àlbums en directe
- 2004: Acoustic Roots: Live &amp; Direct
- 2006: Winter Tour '05-'06 Live CD/DVD
- 2006: Live in San Diego DVD
- 2013: Slightly Stoopid & Friends: Live at Roberto's TRI Studios[4]